# جيري هولاند
جيري هولاند هو لاعب هوكي الجليد كندي، ولد في 25 أغسطس 1954 في Beaverlodge ‏ في كندا.

## وصلات خارجية
- جيري هولاند على موقع دوري الهوكي الوطني (الإنجليزية)
- جيري هولاند على موقع EliteProspects.com (الإنجليزية)
- جيري هولاند على موقع HockeyDB.com (الإنجليزية)
- جيري هولاند على موقع Hockey-Reference.com (الإنجليزية)